# Хиллерс де Луке, Сигфредо
Сигфредо Хиллерс де Луке (исп. Sigfredo Hillers de Luque; 16 декабря 1934, Мадрид, Вторая Испанская Республика — 24 ноября 2017, Мадрид, Королевство Испания) — педагог и политик радикального фалангистского толка, приобретший свою известность во времена Франкистской Испании.

## Биография

### Ранние годы и образовательная деятельность
Сигфредо Хиллерс родился в Мадриде 16 декабря 1934 года, за два года до начала гражданской войны в Испании. В 1944 году Сигфредо вступил в Молодёжный фронт, а позже в 1953 году дорос до вступления в боевую организацию «Гвардия Франко».
Учился в Мадридском университете Комплутенсе, где получил звания кандидата политических наук и профессора политического права. После окончания университета также стал квалифицированным преподавателем английского и немецкого языков, а также французским переводчиком.
С 1975 по 1981 год Хиллерс работал на факультете естественных наук профессором, а с 1981—1982 гг. преподавал на юридическом факультете. Был одним из немногочисленных испанских профессоров, которые давали лекции в социалистических странах; в случае Сигфредо Хиллерса — СССР и ГДР.

### Политическая деятельность
Будучи радикально настроенным фалангистом, он организовал фалангистскую организацию «Фронт студентов-синдикалистов» в 1963 году вместе с его товарищами Нарсисо Пералесом, Сеферино Маэсту и Хуаном Диего. Под его руководством эта организация устраивала массовые студенческие протесты против режима Франсиско Франко и пропагандировала радикальные фалангистские и национал-синдикалистские идеи.
Тем не менее, в 1970-х годах между Сигфредо Хиллерсом и его коллегами-основателями возникли серьёзные противоречия, из-за чего он впоследствии ушёл из организации, и вскоре создал свою организации, а позже и политическую партию «Независимая испанская фаланга», став её лидером.
Он был одним из главных деятелей внутренней борьбы между доктринальными кругами «Хосе Антонио», «Подлинной» испанской фалангой и Испанским национальным фронтом за исключительное право именовать партию как «FE de las JONS» (в качестве правопреемника материнской партии «Испанская Фаланга СНСН»). В конечном итоге, Сигфредо ушёл из политики в 1984 году, сосредоточившись на преподавании в университетах и написании научных работ.
Скончался в городе Мадрид 24 ноября 2017 года.

## Сочинения
- (1974) — Ética y estilo falangistas. Madrid: Gráficas Lázaro Carrasco
- (1975) — España, una revolución pendiente. Madrid: FES
- (1985) — Doctrinas y regímenes políticos contemporáneos
- (1985) — Derecho, Estado, sociedad
- (1993) — Derecho constitucional y regímenes políticos: España, Gran Bretaña y EE.UU
- (2002) — Franco, Hitler, Churchill: España en la II Guerra Mundial
- (2012) — Falange y fascismo: dos doctrinas diferentes : dos modos distintos de entender la vida y la muerte : (capítulos reproducidos del vol. II de "Derecho-Estado-Sociedad", Madrid, 1987, del mismo autor)